# فهرست قطعنامه‌های سازمان ملل متحد درباره ایران
| سازمان ملل متحد · ایران |
| \| قطعنامه‌های شورای امنیت \| \| ---------------------------------------------------------- \| \| منابع: نشست‌های شورای امنیت • UNBISnet • ویکی‌نبشته \| \| ۱ تا ۱۰۰ (۱۹۴۶–۱۹۵۳) \| \| ۱۰۱ تا ۲۰۰ (۱۹۵۳–۱۹۶۵) \| \| ۲۰۱ تا ۳۰۰ (۱۹۶۵–۱۹۷۱) \| \| ۳۰۱ تا ۴۰۰ (۱۹۷۱–۱۹۷۶) \| \| ۴۰۱ تا ۵۰۰ (۱۹۷۶–۱۹۸۲) \| \| ۵۰۱ تا ۶۰۰ (۱۹۸۲–۱۹۸۷) \| \| ۶۰۱ تا ۷۰۰ (۱۹۸۷–۱۹۹۱) \| \| ۷۰۱ تا ۸۰۰ (۱۹۹۱–۱۹۹۳) \| \| ۸۰۱ تا ۹۰۰ (۱۹۹۳–۱۹۹۴) \| \| ۹۰۱ تا ۱۰۰۰ (۱۹۹۴–۱۹۹۵) \| \| ۱۰۰۱ تا ۱۱۰۰ (۱۹۹۵–۱۹۹۷) \| \| ۱۱۰۱ تا ۱۲۰۰ (۱۹۹۷–۱۹۹۸) \| \| ۱۲۰۱ تا ۱۳۰۰ (۱۹۹۸–۲۰۰۰) \| \| ۱۳۰۱ تا ۱۴۰۰ (۲۰۰۰–۲۰۰۲) \| \| ۱۴۰۱ تا ۱۵۰۰ (۲۰۰۲–۲۰۰۳) \| \| ۱۵۰۱ تا ۱۶۰۰ (۲۰۰۳–۲۰۰۵) \| \| ۱۶۰۱ تا ۱۷۰۰ (۲۰۰۵–۲۰۰۶) \| \| ۱۷۰۱ تا ۱۸۰۰ (۲۰۰۶–۲۰۰۸) \| \| ۱۸۰۱ تا ۱۹۰۰ (۲۰۰۸–۲۰۰۹) \| \| ۱۹۰۱ تا ۲۰۰۰ (۲۰۰۹–۲۰۱۱) \| \| ۲۰۰۱ تا ۲۱۰۰ (۲۰۱۱–۲۰۱۳) \| \| ۲۱۰۱ تا ۲۲۰۰ (۲۰۱۳–۲۰۱۵) \| \| ۲۲۰۱ تا ۲۳۰۰ (۲۰۱۵–۲۰۱۶) \| \| ۲۳۰۱ تا ۲۴۰۰ (۲۰۱۶–۲۰۱۸) \| \| ۲۲۰۱ تا ۲۳۰۰ (۲۰۱۸–تاکنون) \| \| متن مربوطه در ویکی‌نبشته: قطعنامه‌های شورای امنیت سازمان ملل \| |
| قطعنامه‌های شورای امنیت |
| منابع: نشست‌های شورای امنیت • UNBISnet • ویکی‌نبشته |
| ۱ تا ۱۰۰ (۱۹۴۶–۱۹۵۳) |
| ۱۰۱ تا ۲۰۰ (۱۹۵۳–۱۹۶۵) |
| ۲۰۱ تا ۳۰۰ (۱۹۶۵–۱۹۷۱) |
| ۳۰۱ تا ۴۰۰ (۱۹۷۱–۱۹۷۶) |
| ۴۰۱ تا ۵۰۰ (۱۹۷۶–۱۹۸۲) |
| ۵۰۱ تا ۶۰۰ (۱۹۸۲–۱۹۸۷) |
| ۶۰۱ تا ۷۰۰ (۱۹۸۷–۱۹۹۱) |
| ۷۰۱ تا ۸۰۰ (۱۹۹۱–۱۹۹۳) |
| ۸۰۱ تا ۹۰۰ (۱۹۹۳–۱۹۹۴) |
| ۹۰۱ تا ۱۰۰۰ (۱۹۹۴–۱۹۹۵) |
| ۱۰۰۱ تا ۱۱۰۰ (۱۹۹۵–۱۹۹۷) |
| ۱۱۰۱ تا ۱۲۰۰ (۱۹۹۷–۱۹۹۸) |
| ۱۲۰۱ تا ۱۳۰۰ (۱۹۹۸–۲۰۰۰) |
| ۱۳۰۱ تا ۱۴۰۰ (۲۰۰۰–۲۰۰۲) |
| ۱۴۰۱ تا ۱۵۰۰ (۲۰۰۲–۲۰۰۳) |
| ۱۵۰۱ تا ۱۶۰۰ (۲۰۰۳–۲۰۰۵) |
| ۱۶۰۱ تا ۱۷۰۰ (۲۰۰۵–۲۰۰۶) |
| ۱۷۰۱ تا ۱۸۰۰ (۲۰۰۶–۲۰۰۸) |
| ۱۸۰۱ تا ۱۹۰۰ (۲۰۰۸–۲۰۰۹) |
| ۱۹۰۱ تا ۲۰۰۰ (۲۰۰۹–۲۰۱۱) |
| ۲۰۰۱ تا ۲۱۰۰ (۲۰۱۱–۲۰۱۳) |
| ۲۱۰۱ تا ۲۲۰۰ (۲۰۱۳–۲۰۱۵) |
| ۲۲۰۱ تا ۲۳۰۰ (۲۰۱۵–۲۰۱۶) |
| ۲۳۰۱ تا ۲۴۰۰ (۲۰۱۶–۲۰۱۸) |
| ۲۲۰۱ تا ۲۳۰۰ (۲۰۱۸–تاکنون) |
| متن مربوطه در ویکی‌نبشته : قطعنامه‌های شورای امنیت سازمان ملل |

سازمان ملل متحد قطعنامه‌های متعددی دربارهٔ ایران صادر کرده‌است که عمدتاً مرتبط با برنامه هسته‌ای در ایران است. فهرست قطعنامه‌های سازمان ملل متحد دربارهٔ ایران آنها را فهرست کرده‌است.
- قطعنامه ۲ شورای امنیت
- قطعنامه ۳ شورای امنیت
- قطعنامه ۵ شورای امنیت
- قطعنامه ۳۴۸ شورای امنیت
- قطعنامه ۴۵۷ شورای امنیت
- قطعنامه ۴۶۱ شورای امنیت
- قطعنامه ۴۷۹ شورای امنیت
- قطعنامه ۵۱۴ شورای امنیت
- قطعنامه ۵۲۲ شورای امنیت
- قطعنامه ۵۵۲ شورای امنیت
- قطعنامه ۵۸۲ شورای امنیت
- قطعنامه ۵۸۸ شورای امنیت
- قطعنامه ۵۹۸ شورای امنیت
- قطعنامه ۶۱۲ شورای امنیت
- قطعنامه ۶۱۶ شورای امنیت
- قطعنامه ۶۱۹ شورای امنیت
- قطعنامه ۶۲۰ شورای امنیت
- قطعنامه ۶۳۱ شورای امنیت
- قطعنامه ۶۴۲ شورای امنیت
- قطعنامه ۶۵۱ شورای امنیت
- قطعنامه ۶۷۱ شورای امنیت
- قطعنامه ۶۷۶ شورای امنیت
- قطعنامه ۶۸۵ شورای امنیت
- قطعنامه ۱۶۹۶ شورای امنیت
- قطعنامه ۱۷۳۷ شورای امنیت
- قطعنامه ۱۷۴۷ شورای امنیت
- قطعنامه ۱۸۰۳ شورای امنیت
- قطعنامه ۱۸۳۵ شورای امنیت
- قطعنامه ۱۹۲۹ شورای امنیت
- قطعنامه ۱۹۸۴ شورای امنیت
- قطعنامه ۲۰۴۹ شورای امنیت
- قطعنامه ۲۱۰۵ شورای امنیت
- قطعنامه ۲۱۵۹ شورای امنیت
- قطعنامه ۲۲۳۱ شورای امنیت